# Gilten
Gilten è un comune di 1.220 abitanti della Bassa Sassonia, in Germania.
Appartiene al circondario dell'Heide ed è parte della comunità amministrativa (Samtgemeinde) di Schwarmstedt.
Oltre al capoluogo (Gilten), il territorio comunale comprende le frazioni di Eschenworth, Grewiede, Hufe, Nienhagen, Norddrebber e Suderbruch.